# Acraea bayeri
Acraea bayeri är en fjärilsart som beskrevs av Henri Schouteden 1919. Acraea bayeri ingår i släktet Acraea och familjen praktfjärilar. Inga underarter finns listade i Catalogue of Life.